# Тетка
Тетка је женска особа која је сестра једном од родитеља. Тетке су другостепени рођаци и дијеле 25% генетског преклапања.